# Площадь Свободы (Сухум)

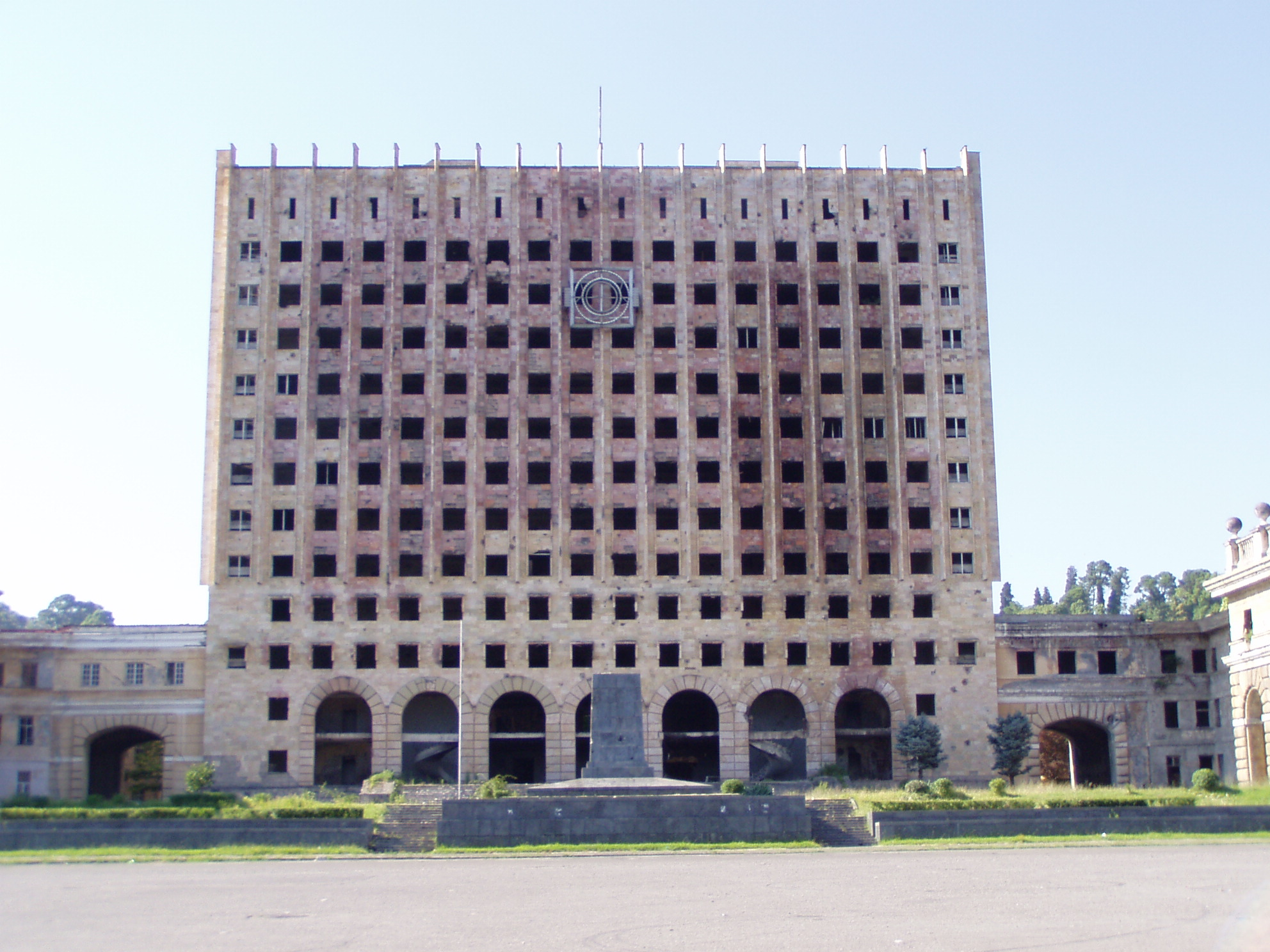
Бывшее здание парламента Абхазии и пустующий постамент на Площади Свободы, 2007 год

Площадь Свобо́ды — главная площадь Сухуми. На ней находится разгромленное здание Совета министров советской Абхазии. По краям площади растут японские клёны.

## История
В начале XX века на месте площади была большая поляна. В 1920-е годы она была благоустроена и названа площадью Свободы. В 1935—1936 годах были построены два боковых корпуса Дома правительства (архитекторы: В. Щуко, В. Гельфрейх), в 1985 году был построен центральный корпус (архитекторы: Л. Г. Голубовский, А. Р. Корабельников). В советское время площадь носила имя В. И. Ленина. В 1992—1993 годах во время боевых действий здание было повреждено. На постаменте у здания Дома правительства стоял памятник Ленину. В августе 1992 года его расстреляли из автоматов и пулемётов вошедшие в город войска Госсовета Грузии.
В августе 2008 года на площади на Всенародный абхазский сход собрались свыше 50 тысяч жителей Абхазии. На здании парламента был вывешен большой абхазский флаг и транспарант «Республика Абхазия — независимое государство». 26 августа на площади образовался стихийный митинг, приветствовавший признание независимости республики Россией салютом из автоматов. На площади выступил президент Абхазии.
В сентябре 2008 года мэр Сухума Алиас Лабахуа заявил о том, что в ближайшее время может быть решён вопрос о сносе или реконструкции здания кабинета министров. По данным на май 2025 года, этот вопрос остаётся нерешённым.
На сегодняшний день часть западного крыла сгоревшего здания Совмина функционирует, там располагаются Государственный комитет Республики Абхазия по делам молодежи и спорту, а также ГП «Абхазвторресурсы».